# Ožbalt (ime)
Ožbalt je moško osebno ime.

## Izvor imena
Ime Ožbalt izhaja iz nemškega imena Oswald, ki ga razlagajo kot zloženko iz anglosaksonskih besed õs »Bog« waltan »vladati«.

## Različice imena
Ime Ožbalt in njegove različice je značilno predvsem za Koroško.
- moške oblike imena: Ažbe, Osvald, Ozvald, Ožbe, Ožbej, Ožbi, Ožbold, Ožbolt

## Pogostost imena
Po podatkih Statističnega urada Republike Slovenije je bilo na dan 31. decembra 2007 v Sloveniji 11 oseb z imenom Ožbalt.  Ostale različice imena, ki so bile na ta dan v Sloveniji še v uporabi: Ažbe(168), Osvald(14), Ozvald(6), Ožbe(28), Ožbej(225) in Ožbi(8).

## Osebni praznik
Ožbalt praznuje god 5. avgust.

## Priimki izpeljani iz imena
Nekdanjo večjo razširjenost imena Ožbalt dokazujejo tudi priimki, ki so nastali iz njega ali njegovih različic: Ažbe, Osvald, Osvaldič, Ozvald, Ozvaldič, Ozvaltič, Ozvatič, Ožbalt/d, Ožbolt, Ožvald in Ožvatič. 

## Zanimivost
V Sloveniji je 22 cerkva sv. Ožbalta. Po cerkvah sta imenovani tudi dve naselji: Ožbalt, Šentožbolt.